# Книшин (гміна)
Гміна Книшин (пол. Gmina Knyszyn) — місько-сільська гміна у східній Польщі. Належить до Монецького повіту Підляського воєводства.
Станом на 31 грудня 2011 у гміні проживало 4945 осіб.

## Територія
Згідно з даними за 2007 рік площа гміни становила 127.68 км², у тому числі:
- орні землі: 57.00%
- ліси: 32.00%

Таким чином, площа гміни становить 9.24% площі повіту.

## Населення
Станом на 31 грудня 2011:
| Опис     | Загалом | Загалом | Чоловіки | Чоловіки | Жінки | Жінки |
| -------- | ------- | ------- | -------- | -------- | ----- | ----- |
| одиниця  | осіб    | %       | осіб     | %        | осіб  | %     |
| все      | 4945    | 100     | 2463     | 49.81    | 2482  | 50.19 |
| міське   | 2850    | 100     | 1421     | 49.86    | 1429  | 50.14 |
| сільське | 2095    | 100     | 1042     | 49.74    | 1053  | 50.26 |

## Сусідні гміни
Гміна Книшин межує з такими гмінами: Добжинево-Дуже, Крипно, Монькі, Чарна-Білостоцька, Ясьонувка.